# NGC 5862
NGC 5862 est une galaxie elliptique compacte relativement éloignée et située dans la constellation du Dragon. Sa vitesse par rapport au fond diffus cosmologique est de 8 832 ± 6 km/s, ce qui correspond à une distance de Hubble de 130,3 ± 9,1 Mpc (∼425 millions d'al). NGC 5862 a été découverte par l'astronome américain Lewis Swift en 1885.
À ce jour, une mesure non basée sur le décalage vers le rouge (redshift) donne une distance d'environ 137,000 Mpc (∼447 millions d'al). Cette valeur est à l'intérieur des valeurs de la distance de Hubble.